# Celtis rigescens
Celtis rigescens là một loài thực vật có hoa trong họ Cannabaceae. Loài này được (Miq.) Planch. mô tả khoa học đầu tiên năm 1873.